# 當我們黏在一起
《當我們黏在一起》（英語：Stuck on You）是一部2003年美國喜劇片，由法拉利兄弟執導兼編劇，麥特·戴蒙、格雷戈·金尼爾、伊娃·门德斯、西摩·卡塞爾和雪兒主演。講述戴蒙與金尼爾飾演的這對連體雙胞胎，彼此相互矛盾的願望導致了衝突和幽默的情況，特別是當他們中的一人希望搬到好萊塢追求成為影星。電影2003年12月12日在美國上映。

## 演員
- 麥特·戴蒙飾演勞勃·「巴布」·特諾（Robert "Bob" Tenor）
- 格雷戈·金尼爾飾演華爾特·「華特」·特諾（Walter "Walt" Tenor）
- 伊娃·门德斯飾演艾波·梅賽德斯（April Mercedes）
- 西摩·卡塞爾（英语：Seymour Cassel）飾演莫蒂·歐萊利（Morty O'Reilly）
- 雪兒飾演她自己
- 丹尼·庫克飾演弗萊奧利警官（Officer Fraioli）
- 琳·雪伊飾演化妝師貝貝（Makeup Babe）
- 貝拉·索恩飾演MV背景人物（未掛名）
- 傑西卡·考菲爾（英语：Jessica Cauffiel）飾演黛比（Debbie）

此外，格里芬·鄧恩、杰·雷诺、瑞奇·威廉斯、本·卡森、卡麥蓉·狄亞茲、瑪麗·哈特、费尔南达·利马、弗蘭奇·莫尼茲、梅麗·史翠普、盧克·威爾遜、傑西·溫圖拉、汤姆·布雷迪和拉維爾·米洛伊在片中客串演出。

## 外部連結
- 互联网电影数据库（IMDb）上《當我們黏在一起》的资料（英文）
- AllMovie上《當我們黏在一起》的资料（英文）
- Box Office Mojo上《當我們黏在一起》的資料（英文）
- 豆瓣电影上《當我們黏在一起》的資料 （简体中文）
- 爛番茄上《當我們黏在一起》的資料（英文）
- Metacritic上《當我們黏在一起》的資料（英文）